# Boekenleeuw
De Boekenleeuw is een jaarlijkse Vlaamse literatuurprijs voor het beste Nederlandstalige jeugdboek van een Vlaamse jeugdauteur uit het voorbije jaar. De organisatie is in handen van Boek.be die de prijzen uitreikt in het kader van de jeugdboekenweek. De prijs werd voor het laatst in 2020 uitgereikt.

## Geschiedenis
In 1986 werd de prijs in het leven geroepen als opvolger van de  Referendumprijs voor het Kinderboek. Tot en met 1989 konden er elk jaar maximaal vijf Boekenleeuwen worden toegekend: drie voor oorspronkelijke Vlaamse boeken, een voor een oorspronkelijk Vlaams non-fictiewerk en een voor een vertaling. Er werden ook een aantal Boekenwelpen uitgereikt, een soort eervolle vermelding. Vanaf 2013 werden de Boekenwelpen niet meer uitgereikt en was er aan de Boekenleeuw een geldprijs van 10.000 euro verbonden.
In 2017 werd de Boekenleeuw niet uitgereikt vanwege de reorganisatie van Boek.be en een evaluatie van alle bestaande prijzen. In 2018 volgt een doorstart waarbij het prijzengeld werd verminderd tot 2500 euro (gesponsord door de GAU (Groep Algemene Uitgevers) en de Belgische auteursvereniging Sabam). Sindsdien wordt de Boekenleeuw toegekend aan het beste kinderboek van de Lage Landen, net zoals de Boekenpauw, een prijs voor de illustrator van het beste kinderboek.

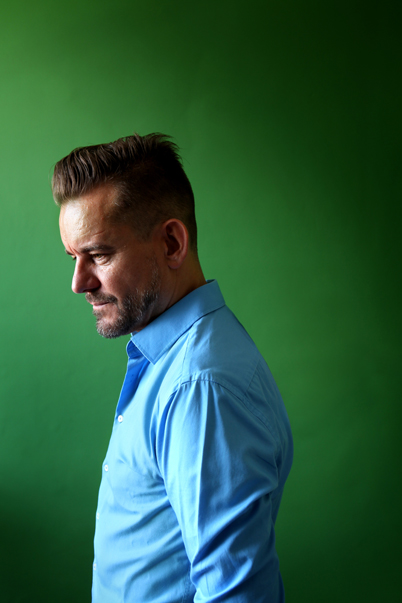
Bart Moeyaert kreeg de Boekenleeuw zesmaal toegekend.

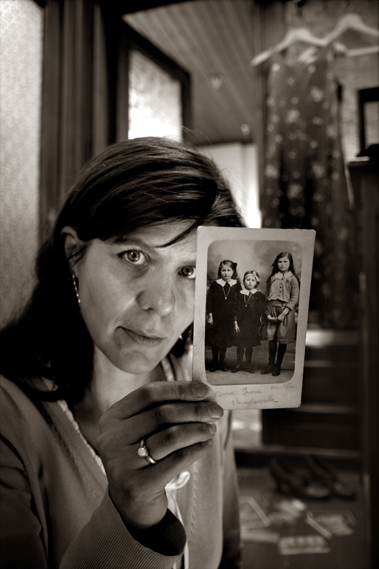
Anne Provoost driemaal de Boekenleeuw.

## Laureaten
De Boekenleeuw werd zesmaal (1992, 1996, 2000, 2004, 2012, 2013) uitgereikt aan Bart Moeyaert. Aan Anne Provoost driemaal (1991,1995 en 1998). Diane Broeckhoven (1986 en 1994), en het duo Pat van Beirs/Jean-Claude van Rijckegem (2006 en 2011) viel elk tweemaal de eer te beurt.
- 2020: Bette Westera voor Uit elkaar, geïllustreerd door Sylvia Weve
- 2019: Kathleen Vereecken voor Alles komt goed, altijd. Met illustraties van Charlotte Peys (Lannoo, 2018)
- 2018: Annet Schaap voor Lampje (Querido, 2017)[3]
- 2017: niet uitgereikt
- 2016: Koos Meinderts voor De zee zien (De Fontein, 2015)
- 2015: Michael De Cock voor Veldslag om een hart. Het verhaal van Helena. Met illustraties van Gerda Dendooven. (Davidsfonds, 2014)
- 2014: Jef Aerts voor Groter dan een droom. Met iIlustraties van Marit Törnqvist. (Querido, 2014)
- 2013: Bart Moeyaert voor Wie klopt daar?. Met illustraties van Gerda Dendooven (De Eenhoorn, 2012)
- 2012: Bart Moeyaert voor De Melkweg (Querido, 2011)
- 2011: Pat van Beirs en Jean-Claude van Rijckeghem voor Galgenmeid (Manteau, 2010)
- 2010: Kathleen Vereecken voor Ik denk dat het liefde was (Lannoo, 2009)
- 2009: Els Beerten voor Allemaal willen we de hemel (Querido, 2008)
- 2008: Noëlla Elpers voor Dolores (Van Goor, 2007)
- 2007: Marita de Sterck voor Kwaad bloed (Querido, 2006)
- 2006: Jean-Claude van Rijckeghem en Pat van Beirs voor Jonkvrouw : een roman (Facet, 2005)
- 2005: Kaat Vrancken voor Cheffie is de baas. Met iIlustraties van Martijn van der Linden (Querido, 2004)
- 2004: Bart Moeyaert voor De schepping. Met iIlustraties van Wolf Erlbruch (Querido, 2003)
- 2003: Ed Franck voor Abélard en Héloïse (Averbode, 2002)
- 2002: Heide Boonen voor Duivelshanden (Querido, 2001)
- 2001: Ina Vandewijer voor Witte pijn (Davidsfonds, 2000)
- 2000: Bart Moeyaert voor Het is de liefde die we niet begrijpen (Querido, 1999)
- 1999: Sylvia Vanden Heede voor Vos en Haas. Met iIlustraties van Thé Tjong-Khing (Lannoo, 1998)
- 1998: Anne Provoost voor De roos en het zwijn (Querido, 1997)
- 1997: Willy Van Doorselaer voor De wraak van de marmerkweker (Querido, 1996)
- 1996: Bart Moeyaert voor Blote handen (Querido 1995)
- 1995: Anne Provoost voor Vallen (Houtekiet, 1994)
- 1994: Diane Broeckhoven voor Bruin zonder zon (Houtekiet, 1993)
- 1993: niet toegekend
- 1992: Bart Moeyaert voor Kus me (Altiora, 1991)
- 1991: Anne Provoost voor Mijn tante is een grindewal (Houtekiet, 1990)
- 1990: Detty Verreydt voor Later wil ik stuntman worden (Infodok, 1989)
- 1989: Jaak Dreesen voor De vlieger van opa. Met iIlustraties van Annemie Heymans (Altiora, 1988); Ron Langenus voor Waar de zon onder gaat: een Iers avonturenverhaal (Facet, 1987); Patricia MacLachlan voor Lieve, lange Sarah (Lannoo, 1989)
- 1988: niet toegekend
- 1987: Johan Ballegeer voor Geen meiden aan boord (Altiora, 1986); Monica Hughes voor Jacht in het donker (Altiora, 1986)
- 1986: Diane Broeckhoven voor Een dood vogeltje (Lannoo, 1986); Gregie De Maeyer voor Pief Poef Paf, mijn broek zakt af (Davidsfonds, 1985); Lisette Hoogsteyns voor Kinderen van de Falls (Lannoo, 1985); Riet Wille voor Raadsels te koop. Met iIlustraties van Tine Vercruysse); Edith Schreiber-Wicke voor Anton. Met iIlustraties van Monika Laimgruber (Clavis, 1985)